# Пантанађани-Пеце Морели (Бриндизи)
Пантанађани-Пеце Морели (итал. Pantanagianni-Pezze Morelli) је насеље у Италији у округу Бриндизи, региону Апулија.
Према процени из 2011. у насељу је живело 10 становника. Насеље се налази на надморској висини од 4 м.